# Гульбеза
Гульбе́за, Губеза или Губиза (бел. Гульбеза, Губіза) — озеро на территории ландшафтного заказника республиканского значения «Сорочанские озёра» в Островецком районе Гродненской области Белоруссии. Относится к Сорочанской группе озёр в бассейне Вилии.
Озеро располагается между населёнными пунктами Борейшиха, Воробьи и Малая Страча в Михалишковском сельсовете на северо-востоке Островецкого района. Озеро овальной формы, котловина ложбинного типа, вытянута с северо-запада на юго-восток. Площадь озера составляет 23 га. Длина — 0,94 км, наибольшая ширина — 0,39 км. Береговая линия слабоизвилистая, длиной 1,94 км. Объём воды в озере — 1,52 млн м³. Максимальная глубина — 12,9 м, средняя — 6,6 м. Прозрачность воды — 4 м. Подвержено зарастанию. Площадь водосборного бассейна — 5,9 км².
Склоны котловины высотой 8—11 м, покрыты лесом и кустарником. На востоке склоны пологие. На севере по берегам сплавины.
Литораль узкая, дно на мелководье песчаное. На глубинах дно выстлано сапропелем.
На севере Гульбеза соединена протокой с озером Ёди, на юге вытекает ручей в озеро Воробьи.